# Nadija Volynská
Nadija Volynská (* 18. dubna 1984, Lvov) je ukrajinská reprezentantka v orientačním běhu. Jejím největším úspěchem je stříbrná medaile z mistrovství světa 2015 ze skotského Inverness. V současnosti žije v ukrajinském Lvově a běhá za švédský klub OK Orion.